# Elecciones al Senado de los Estados Unidos de 2010 en California
Las elecciones al Senado de los Estados Unidos de 2010 en California se llevaron a cabo el 2 de noviembre de 2010 para elegir a la senadora por California. La elección ocurrió en paralelo a otras 33 elecciones para el Senado de los Estados Unidos además de otras elecciones locales, estatales y congresales. La senadora demócrata en ejercicio, Barbara Boxer, ganó la reelección para un cuarto periodo.

## Primarias demócratas

### Candidatos
- Barbara Boxer, senadora en ejercicio de los Estados Unidos
- Mickey Kaus, periodista/bloguero
- Brian Quintana, empresario/educador

### Controversias

#### Boxer
En 2009, Boxer fue criticada por corregir a un general que la llamó "señora". El general de brigada Michael Walsh estaba testificando sobre el proceso de restauración costera de Luisiana a raíz del huracán Katrina y respondió a la consulta de Boxer con "señora" cuando Boxer lo interrumpió. "Hágame un favor, ¿puede decir 'senadora' en vez de 'señora'?". "Sí, señora", intervino Walsh. "Es solo una cosa, trabajé muy duro para conseguir ese título, así que se lo agradecería. Gracias", dijo. La guía de protocolo del Ejército instruye a los militares a llamar a los miembros del Senado de los Estados Unidos "señor", "señora" o "senador(a)". Fiorina usó este incidente de manera prominente en anuncios de campaña para atacarla, al igual que David Zucker, quien dirigió un comercial humorístico para RightChange.com titulado 'Call Me Senator'.

### Resultados
| Resultados de las primarias demócratas | Resultados de las primarias demócratas | Resultados de las primarias demócratas | Resultados de las primarias demócratas | Resultados de las primarias demócratas |
| Partido                                | Partido                                | Candidato                              | Votos                                  | %                                      |
| -------------------------------------- | -------------------------------------- | -------------------------------------- | -------------------------------------- | -------------------------------------- |
|                                        | Demócrata                              | Barbara Boxer (incumbente)             | 1,957,920                              | 81.0%                                  |
|                                        | Demócrata                              | Brian Quintana                         | 338,442                                | 13.9%                                  |
|                                        | Demócrata                              | Mickey Kaus                            | 123,573                                | 5.1%                                   |
| Total                                  | Total                                  | Total                                  | 2,419,935                              | 100%                                   |

## Primarias republicanas

### Candidatos
- Tom Campbell, economista y excongresista, que representó a los distritos 12.º y 15.º de California
- Carly Fiorina, exdirectora ejecutiva de Hewlett-Packard
- Chuck DeVore, asambleísta estatal, representante del distrito 70.º
- Tim Kalemkarian
- Al Ramírez, empresario

### Controversias

#### Fiorina
En febrero de 2010, Carly Fiorina lanzó un anuncio de campaña en el que atacaba a su rival republicano Tom Campbell con una "oveja demonio", creando publicidad internacional, en su mayoría negativa.
Una búsqueda de registros públicos hecha por Los Angeles Times reveló que Fiorina no había votado en la mayoría de las elecciones. Fiorina respondió: "Soy un republicana registrada desde siempre, pero no siempre he votado, y no daré ninguna excusa sobre ello. Saben, la gente muere por el derecho al voto. Y hay muchos, muchos californianos y estadounidenses que ejercen ese deber cívico con regularidad. No lo hice. Una vergüenza".

#### Campbell
El exsenador estatal y secretario de estado de California Bruce McPherson alegó que durante una llamada telefónica con el jefe de campaña de Carly Fiorina, Marty Wilson, Wilson expresó su sorpresa de que McPherson respaldara la candidatura de Tom Campbell y lo llamó antisemita. Posteriormente, Wilson negó enérgicamente haber hecho ese cargo contra Campbell, lo que llevó a una controversia para la campaña de Fiorina, donde la credibilidad del antiguo operador político de Sacramento Marty Wilson fue contrastada con la de Bruce McPherson.
El 5 de marzo, los tres principales candidatos republicanos a las primarias, Campbell, DeVore y Fiorina participaron en un debate en vivo y al aire, que fue transmitido por KTKZ en Sacramento. El debate fue reclamado por Campbell para responder a las acusaciones de "antisemitismo" y, por lo demás, de ser hostil a los intereses de Israel.
Campbell también había sido criticado por haber aceptado contribuciones de campaña (durante su carrera por el Senado en 2000), del entonces profesor de la Universidad del Sur de Florida, Sami Al-Arian. El 2 de marzo de 2006, Al-Arian se declaró culpable de un cargo de conspiración por ayudar a la Yihad Islámica Palestina, una organización "terrorista especialmente designada"; fue condenado a 57 meses de prisión y se ordenó su deportación después de su condena en prisión. El usualmente moderado Tom Campbell respondió muy enérgicamente a las acusaciones que surgieron de la campaña de Fiorina, diciendo: "He demandado este debate hoy para que mis dos oponentes puedan presentar absolutamente cualquier acusación que quieran. Háganlo y déjenme responder. Pero no hay lugar para llamarme antisemita y luego negarlo. Esa campaña de susurros, esa 'calumnia silenciosa' termina hoy ".
La carta de Campbell de 2002 en defensa de Al-Arian también provocó una disputa. Campbell dijo que no estaba al tanto de los cargos contra Al-Arian cuando escribió su carta del 21 de enero de 2002 al presidente de la USF, pidiéndole que no disciplinara a Al-Arian.
También dijo que no estaba al tanto de lo que Al-Arian había dicho, en un discurso discutido en una entrevista con O'Reilly antes de que Campbell escribiera su carta: "Jihad es nuestro camino. Victoria para el Islam. Muerte a Israel".  Campbell dijo:  

No escuché, no leí, no estaba al tanto de las declaraciones que Sami Al-Arian había hecho con respecto a Israel. Y no habría escrito la carta si hubiera sabido de ellos... Decir 'Muerte a Israel' es abominable, es horrible.

Campbell dijo que lamentaba haber escrito la carta y agregó que no conocía las declaraciones en ese momento. Dijo que debería haber investigado ese asunto más a fondo, y lo hubiera sabido.
Campbell había sostenido inicialmente que Al-Arian nunca había contribuido a su campaña al Senado de 2000.  Eso resultó ser falso. Campbell también dijo inicialmente que su carta defendiendo a Al-Arian fue enviada antes de la transmisión de televisión de O'Reilly 2001 donde Al-Arian admitió haber dicho "muerte a Israel", pero eso también resultó ser incorrecto.  Campbell dijo que sus declaraciones erróneas fueron resultado de que los eventos sucedieron en años previos.

### Encuestas
| Fuente de la encuesta | Fechas de elaboración  | Tamaño de muestra | Margen de error | Tom Campbell | Carly Fiorina | Chuck DeVore | Otros | Indecisos |
| --------------------- | ---------------------- | ----------------- | --------------- | ------------ | ------------- | ------------ | ----- | --------- |
| The Field Poll        | 20 feb.–1 mar., 2009   | 298               | ±3.6%           | —            | 31%           | 19%          | —     | 36%       |
| The Field Poll        | 18 sept.–6 oct., 2009  | 373               | ±4.5%           | —            | 21%           | 20%          | —     | 59%       |
| Los Angeles Times     | 27 oct.–3 nov., 2009   | 499               | —               | —            | 27%           | 27%          | 2%    | 40%       |
| The Field Poll        | 5–17 de enero de 2010  | 202               | ±7.1%           | 30%          | 25%           | 6%           | —     | 39%       |
| PPIC                  | 27 de enero de 2010    | 2,001             | ±2.0%           | 27%          | 16%           | 8%           | 1%    | 48%       |
| M4 Strategies         | 26 de febrero de 2010  | 427               | —               | 32%          | 19%           | 11%          | —     | 39%       |
| Research 2000         | 10 de marzo de 2010    | 400               | ±5.0%           | 33%          | 24%           | 7%           | —     | 36%       |
| PPIC                  | 24 de marzo de 2010    | 2,002             | ±2.0%           | 23%          | 24%           | 8%           | 1%    | 44%       |
| Los Angeles Times     | 23–30 de marzo de 2010 | 1,515             | ±2.6%           | 29%          | 25%           | 9%           | 4%    | 33%       |
| Survey USA            | 19–21 de abril de 2010 | 538               | ±4.3%           | 34%          | 27%           | 14%          | 3%    | 23%       |
| Survey USA            | 6–9 de mayo de 2010    | 548               | ±4.3%           | 35%          | 24%           | 15%          | 3%    | 23%       |
| Research 2000         | 17–19 de mayo de 2010  | 400               | ±5.0%           | 37%          | 22%           | 14%          | —     | 27%       |
| PPIC                  | 9–16 de mayo de 2010   | 1,168             | ±3.0%           | 23%          | 25%           | 16%          | —     | 36%       |
| Public Policy Polling | 21–23 de mayo de 2010  | 417               | ±4.8%           | 21%          | 41%           | 16%          | —     | 18%       |
| Survey USA            | 21–23 de mayo de 2010  | 612               | ±4.3%           | 23%          | 46%           | 14%          | 6%    | 11%       |
| Los Angeles Times     | 19–26 de mayo de 2010  | 1,506             | ±2.6%           | 23%          | 38%           | 16%          | 23%   | 23%       |
| Survey USA            | 3–6 de junio de 2010   | 569               | ±4.2%           | 22%          | 48%           | 16%          | 9%    | 9%        |

### Resultados
| Resultados de las primarias republicanas | Resultados de las primarias republicanas | Resultados de las primarias republicanas | Resultados de las primarias republicanas | Resultados de las primarias republicanas |
| Partido                                  | Partido                                  | Candidato                                | Votos                                    | %                                        |
| ---------------------------------------- | ---------------------------------------- | ---------------------------------------- | ---------------------------------------- | ---------------------------------------- |
|                                          | Republicano                              | Carly Fiorina                            | 1,315,429                                | 56.4%                                    |
|                                          | Republicano                              | Tom Campbell                             | 504,289                                  | 21.7%                                    |
|                                          | Republicano                              | Chuck DeVore                             | 452,577                                  | 19.3%                                    |
|                                          | Republicano                              | Al Ramírez                               | 42,149                                   | 1.8%                                     |
|                                          | Republicano                              | Tim Kalemkarian                          | 19,598                                   | 0.8%                                     |
| Total                                    | Total                                    | Total                                    | 2,334,042                                | 100%                                     |

## Primarias en terceros partidos

### Candidatos
Partido Independiente Americano
- Don Grundmann, quiropráctico y candidato al Senado de los Estados Unidos en 2006
- Edward Noonan, pequeño empresario
- Al Salehi, analista político

Partido Verde
- Duane Roberts, voluntario comunitario

Partido Libertario
- Gail Lightfoot, enfermera jubilada

Partido Paz y Libertad
- Marsha Feinland, maestra jubilada y excandidata presidencial de Paz y Libertad

### Resultados
| Candidatos     | Votos  | %     |
| -------------- | ------ | ----- |
| Edward Noonan  | 16,704 | 39.5  |
| Don Grundmann  | 14,170 | 33.5  |
| Al Salehi      | 11,423 | 27.0  |
| Total de votos | 42,297 | 100.0 |

| Resultados de las primarias para el Senado por California (otros partidos) | Resultados de las primarias para el Senado por California (otros partidos) | Resultados de las primarias para el Senado por California (otros partidos) | Resultados de las primarias para el Senado por California (otros partidos) | Resultados de las primarias para el Senado por California (otros partidos) |
| Partido                                                                    | Partido                                                                    | Candidato                                                                  | Votos                                                                      | %                                                                          |
| -------------------------------------------------------------------------- | -------------------------------------------------------------------------- | -------------------------------------------------------------------------- | -------------------------------------------------------------------------- | -------------------------------------------------------------------------- |
|                                                                            | Verde                                                                      | Duane Roberts                                                              | 19,983                                                                     | 100%                                                                       |
|                                                                            | Libertario                                                                 | Gail Lightfoot                                                             | 17,791                                                                     | 100%                                                                       |
|                                                                            | Paz y Libertad                                                             | Marsha Feinland                                                            | 4,070                                                                      | 100%                                                                       |

## Elección general

### Candidatos
Los siguientes fueron certificados por el Secretario de Estado de California como candidatos en las elecciones primarias para el Senado.
- Carly Fiorina (R), exdirectora ejecutiva de Hewlett Packard.
- Edward Noonan (AI), pequeño empresario
- Barbara Boxer (D), senadora norteamericana en ejercicio
- Duane Roberts (G), voluntario comunitario
- Gail Lightfoot (L), enfermera jubilada
- Marsha Feinland (P&F), profesora jubilada y excandidata presidencial por el partido "Paz y Libertad"

### Campaña
Boxer criticó la decisión de Fiorina de "convertirse en CEO, despedir a 30.000 trabajadores, enviar trabajos al extranjero [y] tener dos yates". Un portavoz de Fiorina respondió que los Fiorina eran una familia de dos yates porque pasaban tiempo tanto en California como en Washington D. C. Boxer también afirmó que Fiorina "eludió la ley" vendiendo equipos a Irán durante su mandato como directora ejecutiva de HP, y también afirmó que el equipo pudo haber terminado en manos del ejército iraní.

### Debates
El único debate tuvo lugar el 1 de septiembre en el Saint Mary's College de California en Moraga. Fue patrocinado por el San Francisco Chronicle, KTVU, y KQED.

### Predicciones
| Fuente              | Clasificación    | Al                    |
| ------------------- | ---------------- | --------------------- |
| Cook Political      | Por definir      | 26 de octubre de 2010 |
| CQ Politics         | De inclinación D | 26 de octubre de 2010 |
| FiveThirtyEight     | Probable D       | 26 de octubre de 2010 |
| NY Times            | Por definir      | 26 de octubre de 2010 |
| Rassmussen          | Por definir      | 26 de octubre de 2010 |
| Real Clear Politics | Por definir      | 26 de octubre de 2010 |
| Rothemberg          | Ligeramente D    | 26 de octubre de 2010 |
| Sabato              | De inclinación D | 26 de octubre de 2010 |

### Resultados
A pesar de que la última encuesta antes de las elecciones mostró que Fiorina se encontraba a solo 4 puntos por detrás, en la noche de las elecciones, Boxer derrotó a Fiorina por un margen de diez puntos y con una ventaja de alrededor de un millón de votos. Boxer, como se esperaba, se desempeñó extremadamente bien en el condado de Los Ángeles y en el área de la bahía de San Francisco. Boxer fue declarada como ganadora poco después del cierre de las urnas. Fiorina reconoció la derrota ante Boxer a las 11:38 p. m.
| Elecciones al Senado de los Estados Unidos por California, 2010 | Elecciones al Senado de los Estados Unidos por California, 2010 | Elecciones al Senado de los Estados Unidos por California, 2010 | Elecciones al Senado de los Estados Unidos por California, 2010 | Elecciones al Senado de los Estados Unidos por California, 2010 |
| Partido                                                         | Partido                                                         | Candidato/a                                                     | Votos                                                           | %                                                               |
| --------------------------------------------------------------- | --------------------------------------------------------------- | --------------------------------------------------------------- | --------------------------------------------------------------- | --------------------------------------------------------------- |
|                                                                 | Demócrata                                                       | Barbara Boxer (en el cargo)                                     | 5,218,137                                                       | 52.2                                                            |
|                                                                 | Republicano                                                     | Carly Fiorina                                                   | 4,217,386                                                       | 42.2                                                            |
|                                                                 | Libertario                                                      | Gail Lightfoot                                                  | 175,235                                                         | 1.8                                                             |
|                                                                 | Paz y Libertad                                                  | Marsha Feinland                                                 | 135,088                                                         | 1.4                                                             |
|                                                                 | Verde                                                           | Duane Roberts                                                   | 128,512                                                         | 1.2                                                             |
|                                                                 | Independiente Americano                                         | Edward Noonan                                                   | 125,435                                                         | 1.2                                                             |
|                                                                 | N/A                                                             | James E. Harris (por escrito)                                   | 40                                                              | 0.0                                                             |
|                                                                 | N/A                                                             | Connor Vlakancic (por escrito)                                  | 11                                                              | 0.0                                                             |
|                                                                 | N/A                                                             | Jerry Leon Carroll (por escrito)                                | 10                                                              | 0.0                                                             |
|                                                                 | N/A                                                             | Hans J. Kugler (por escrito)                                    | 5                                                               | 0.0                                                             |
| Votos en blanco o nulos                                         |                                                                 |                                                                 |                                                                 |                                                                 |
| Margen de victoria                                              | Margen de victoria                                              | Margen de victoria                                              | 1,000,751                                                       | 10.0                                                            |
| Total de votos                                                  | Total de votos                                                  | Total de votos                                                  | 10,000,160                                                      | 100.0                                                           |
| Participación                                                   | Participación                                                   | Participación                                                   |                                                                 | N/A                                                             |
|                                                                 | Control demócrata                                               |                                                                 |                                                                 |                                                                 |

### Resultados por condado
Resultados de la Secretaría de Estado de California.
| County          | Boxer | Votos     | Fiorina | Votos   | Noonan | Votos  | Roberts | Votos  | Lightfoot | Votos  | Feinland | Votos  |
| --------------- | ----- | --------- | ------- | ------- | ------ | ------ | ------- | ------ | --------- | ------ | -------- | ------ |
| Alameda         | 73.9% | 338,632   | 22.1%   | 100,989 | 0.7%   | 3,362  | 1.3%    | 5,560  | 1.1%      | 5,334  | 0.9%     | 4,537  |
| Alpine          | 50.9% | 282       | 44.0%   | 244     | 0.7%   | 4      | 0.7%    | 4      | 2.5%      | 14     | 1.2%     | 7      |
| Amador          | 31.9% | 5,137     | 59.6%   | 9,617   | 2.3%   | 364    | 1.2%    | 209    | 3.0%      | 480    | 2.0%     | 334    |
| Butte           | 37.0% | 27,827    | 54.5%   | 40,958  | 1.8%   | 1,393  | 1.9%    | 1,435  | 2.9%      | 2,181  | 1.9%     | 1,456  |
| Calaveras       | 32.1% | 6,294     | 58.6%   | 11,495  | 3.0%   | 593    | 1.6%    | 326    | 3.1%      | 617    | 1.6%     | 324    |
| Colusa          | 30.3% | 1,567     | 63.4%   | 3,288   | 1.4%   | 76     | 1.2%    | 67     | 2.2%      | 109    | 1.5%     | 81     |
| Contra Costa    | 59.8% | 206,270   | 35.9%   | 123,934 | 1.0%   | 3,492  | 1.0%    | 3,607  | 1.4%      | 4,996  | 0.9%     | 3,181  |
| Del Norte       | 39.4% | 3,212     | 52.0%   | 4,240   | 2.1%   | 177    | 1.8%    | 154    | 3.0%      | 245    | 1.7%     | 139    |
| El Dorado       | 32.7% | 25,085    | 61.0%   | 46,771  | 1.3%   | 1,043  | 1.1%    | 910    | 2.4%      | 1,822  | 1.5%     | 1,129  |
| Fresno          | 37.5% | 74,705    | 57.0%   | 113,583 | 1.3%   | 2,633  | 1.2%    | 2,431  | 1.5%      | 3,067  | 1.5%     | 3,079  |
| Glenn           | 25.5% | 2,020     | 66.3%   | 5,257   | 2.1%   | 174    | 1.6%    | 128    | 2.7%      | 208    | 1.8%     | 143    |
| Humboldt        | 54.6% | 27,081    | 37.6%   | 18,659  | 0.8%   | 420    | 3.2%    | 1,574  | 2.5%      | 1,284  | 1.3%     | 653    |
| Imperial        | 55.6% | 14,802    | 37.2%   | 9,887   | 1.2%   | 341    | 1.9%    | 516    | 1.9%      | 511    | 2.2%     | 570    |
| Inyo            | 33.8% | 2,353     | 56.2%   | 3,909   | 2.4%   | 169    | 1.7%    | 120    | 3.5%      | 241    | 2.4%     | 170    |
| Kern            | 30.0% | 51,364    | 62.0%   | 106,448 | 1.9%   | 3,302  | 1.4%    | 2,435  | 2.6%      | 4,522  | 2.1%     | 3,641  |
| Kings           | 30.0% | 7,816     | 62.7%   | 16,362  | 2.2%   | 560    | 1.1%    | 309    | 1.9%      | 520    | 2.1%     | 542    |
| Lake            | 49.0% | 10,265    | 40.8%   | 8,534   | 2.8%   | 585    | 2.4%    | 505    | 3.0%      | 625    | 2.0%     | 440    |
| Lassen          | 24.0% | 2,200     | 66.7%   | 6,127   | 1.6%   | 155    | 1.7%    | 157    | 4.0%      | 374    | 2.0%     | 185    |
| Los Ángeles     | 62.3% | 1,432,450 | 32.6%   | 749,353 | 1.0%   | 23,198 | 1.2%    | 29,323 | 1.5%      | 33,431 | 1.4%     | 32,168 |
| Madera          | 30.3% | 10,308    | 62.9%   | 21,413  | 1.7%   | 601    | 1.3%    | 462    | 1.9%      | 632    | 1.9%     | 630    |
| Marin           | 69.3% | 78,236    | 27.5%   | 31,001  | 0.6%   | 756    | 0.9%    | 982    | 1.1%      | 1,237  | 0.6%     | 710    |
| Mariposa        | 31.8% | 2,593     | 60.4%   | 4,939   | 1.9%   | 158    | 1.7%    | 147    | 2.8%      | 223    | 1.4%     | 118    |
| Mendocino       | 61.6% | 19,422    | 29.9%   | 9,426   | 2.0%   | 643    | 2.8%    | 867    | 2.3%      | 749    | 1.4%     | 472    |
| Merced          | 40.2% | 19,058    | 53.4%   | 25,280  | 1.7%   | 827    | 1.2%    | 576    | 1.8%      | 854    | 1.7%     | 831    |
| Modoc           | 20.9% | 787       | 70.6%   | 2,666   | 2.2%   | 84     | 1.4%    | 56     | 3.1%      | 116    | 1.8%     | 68     |
| Mono            | 43.5% | 1,155     | 50.1%   | 1,455   | 1.7%   | 154    | 1.5%    | 81     | 2.1%      | 76     | 1.1%     | 556    |
| Monterey        | 59.1% | 58,574    | 35.0%   | 34,721  | 1.1%   | 1,182  | 1.3%    | 1,315  | 2.0%      | 1,914  | 1.5%     | 1,497  |
| Napa            | 56.2% | 26,194    | 38.1%   | 17,743  | 1.4%   | 658    | 1.5%    | 732    | 1.8%      | 836    | 1.0%     | 511    |
| Nevada          | 40.9% | 18,504    | 52.7%   | 23,875  | 0.6%   | 310    | 1.8%    | 860    | 3.1%      | 1,367  | 0.9%     | 424    |
| Orange          | 37.1% | 323,477   | 57.7%   | 502,756 | 1.1%   | 10,432 | 1.1%    | 10,137 | 1.7%      | 14,625 | 1.3%     | 10,904 |
| Placer          | 33.6% | 47,331    | 60.2%   | 84,905  | 1.5%   | 2,142  | 1.0%    | 1,518  | 2.2%      | 3,239  | 1.5%     | 2,132  |
| Plumas          | 32.1% | 2,934     | 60.3%   | 5,521   | 1.7%   | 161    | 1.4%    | 131    | 2.8%      | 257    | 1.7%     | 160    |
| Riverside       | 40.7% | 195,418   | 53.2%   | 255,738 | 1.6%   | 8,117  | 1.2%    | 6,046  | 1.8%      | 8,321  | 1.5%     | 7,404  |
| Sacramento      | 50.4% | 210,164   | 43.5%   | 181,300 | 1.6%   | 6,833  | 1.1%    | 4,981  | 2.1%      | 8,667  | 1.3%     | 5,560  |
| San Benito      | 49.7% | 7,909     | 43.8%   | 6,977   | 1.3%   | 215    | 1.1%    | 191    | 2.2%      | 337    | 1.9%     | 307    |
| San Bernardino  | 42.7% | 185,164   | 49.9%   | 216,441 | 1.8%   | 8,111  | 1.4%    | 6,302  | 2.4%      | 10,424 | 1.8%     | 7,926  |
| San Diego       | 43.5% | 389,806   | 50.7%   | 454,301 | 1.3%   | 11,725 | 1.3%    | 11,808 | 1.8%      | 16,578 | 1.4%     | 12,585 |
| San Francisco   | 80.0% | 213,252   | 16.2%   | 43,108  | 0.6%   | 1,630  | 1.5%    | 3,863  | 1.0%      | 2,780  | 0.7%     | 1,937  |
| San Joaquín     | 44.5% | 70,031    | 48.5%   | 76,342  | 1.6%   | 2,608  | 1.3%    | 2,122  | 2.1%      | 3,358  | 2.0%     | 3,175  |
| San Luis Obispo | 42.8% | 44,799    | 51.2%   | 53,695  | 1.2%   | 1,347  | 1.1%    | 1,250  | 2.5%      | 2,521  | 1.2%     | 1,293  |
| San Mateo       | 66.5% | 146,537   | 29.9%   | 65,803  | 0.8%   | 1,866  | 1.0%    | 2,208  | 1.2%      | 2,605  | 0.6%     | 1,480  |
| Santa Bárbara   | 49.8% | 64,771    | 45.2%   | 58,817  | 1.0%   | 1,425  | 1.0%    | 1,432  | 1.8%      | 2,243  | 1.2%     | 1,578  |
| Santa Clara     | 63.3% | 320,734   | 32.0%   | 161,986 | 1.0%   | 5,105  | 1.1%    | 5,711  | 1.6%      | 8,148  | 1.0%     | 5,295  |
| Santa Cruz      | 68.6% | 65,049    | 25.4%   | 24,065  | 0.9%   | 923    | 1.6%    | 1,579  | 2.2%      | 2,048  | 2.3%     | 1,257  |
| Shasta          | 26.4% | 17,204    | 66.1%   | 43,056  | 2.0%   | 1,266  | 1.3%    | 902    | 2.6%      | 1,683  | 1.6%     | 1,060  |
| Sierra          | 29.1% | 529       | 62.3%   | 1,135   | 2.4%   | 45     | 1.4%    | 27     | 2.8%      | 51     | 2.0%     | 37     |
| Siskiyou        | 33.7% | 6,132     | 57.2%   | 10,430  | 2.2%   | 405    | 1.4%    | 270    | 3.6%      | 648    | 1.9%     | 360    |
| Solano          | 55.1% | 64,658    | 39.2%   | 45,995  | 1.3%   | 1,600  | 1.2%    | 1,429  | 2.0%      | 2,289  | 1.2%     | 1,460  |
| Sonoma          | 64.3% | 116,996   | 29.5%   | 53,678  | 1.4%   | 2,686  | 1.5%    | 2,806  | 2.1%      | 3,720  | 1.2%     | 2,281  |
| Stanislaus      | 39.6% | 47,158    | 53.6%   | 63,814  | 1.6%   | 2,007  | 1.5%    | 1,789  | 2.0%      | 2,455  | 1.7%     | 2,029  |
| Sutter          | 31.9% | 8,121     | 61.2%   | 15,606  | 1.9%   | 487    | 1.1%    | 292    | 2.4%      | 607    | 1.5%     | 408    |
| Tehama          | 26.6% | 5,352     | 64.3%   | 12,950  | 2.6%   | 524    | 1.5%    | 321    | 3.1%      | 622    | 1.9%     | 397    |
| Trinity         | 37.1% | 2,029     | 51.4%   | 2,813   | 2.0%   | 112    | 3.5%    | 192    | 4.4%      | 242    | 1.6%     | 90     |
| Tulare          | 30.6% | 24,742    | 62.9%   | 50,856  | 1.5%   | 1,264  | 1.1%    | 921    | 1.8%      | 1,509  | 2.1%     | 1,625  |
| Tuolumne        | 33.4% | 7,430     | 58.6%   | 13,057  | 2.6%   | 576    | 1.6%    | 359    | 2.5%      | 564    | 1.3%     | 304    |
| Ventura         | 44.8% | 115,337   | 49.9%   | 128,619 | 1.3%   | 3,394  | 1.1%    | 3,095  | 1.8%      | 4,586  | 1.1      | 2,965  |
| Yolo            | 59.0% | 34,925    | 35.9%   | 21,263  | 1.1%   | 683    | 1.2%    | 764    | 1.7%      | 973    | 1.1%     | 677    |
| Yuba            | 32.4% | 5,212     | 58.6%   | 9,452   | 2.4%   | 394    | 1.4%    | 231    | 3.3%      | 536    | 1.9%     | 210    |